# Konstantín Virupàiev
Konstantín Virupàiev (rus: Константи́н Григо́рьевич Вырупа́ев)  (Irkutsk, 2 d'octubre de 1930 - Irkutsk, 31 d'octubre de 2012) fou un lluitador rus, especialista en lluita grecoromana, que va competir sota bandera soviètica entre les dècades de 1940 i 1960.
El 1956 va prendre part en els Jocs Olímpics de Melbourne, on guanyà la medalla d'or en la prova del pes gall del programa de lluita lliure. Als Jocs de Roma, el 1960, guanyà la medalla de bronze en la competició del pes ploma del programa de lluita grecoromana. En el seu palmarès també destaca una medalla de plata al Campionat del món de lluita. Un cop retirat exercí d'entrenador de lluita. Fou reconegut com el millor esportista de la regió d'Angarà del segle xx.